# 费代里科·切尔维
费代里科·切尔维（義大利語：Federico Cervi，1961年7月9日—），意大利前男子击剑运动员。他曾代表意大利参加1980年和1988年夏季奥林匹克运动会击剑比赛，两届比赛均未能获得奖牌。